# Federica Montseny
Frederica Montseny i Mañé (Madrid, 12 de fevereiro de 1905 – Toulouse, 14 de janeiro de 1994), política e escritora, foi uma líder anarquista. Foi ministra na Segunda República Espanhola e a primeira mulher ministra da Espanha.
Quando jovem começou a escrever sobre temas literários, filosóficos e feministas. Ingressou no Sindicato de Profissões Liberais da Confederação Nacional do Trabalho (CNT) e na Federação Anarquista Ibérica (FAI) em 1936. Foi membro do comité regional da CNT de Catalunha em 1936 e ministra da Saúde (1936 - 1937). Deteve, como delegada do governo em Barcelona, as Jornadas de Maio de 1937 e sofreu um atentado.
Estudou Filosofia e Letras na Universidade de Barcelona. 1930 conheceu o anarco-sindicalista Germinal Esgleas Jaume, que foi seu parceiro sentimental até morrer em Toulouse em 1981. O casal teve três filhos: Vida (1933), Germinal (1938) e Blanca (1942).

## Primeiros anos
Federica Montseny era filha dos também anarquistas Joan Montseny (Federico Urales) e Teresa Mañé i Miravet (Soledad Gustavo), dois conhecidos mestres libertários, impulsores da Escola Moderna de Francesc Ferrer i Guàrdia, amigo da família. Os seus pais exilaram-se da Catalunha a Londres por causa da repressão que seguiu a Semana Trágica de 1909 e os Processos de Montjuïc, e estabeleceram-se em Madrid após passarem a fronteira com pseudônimos.
Montseny nasceu numa casa na rua Cristóbal Bordiú do atual bairro de Chamberí, que Montseny lembrava como sinistra, nas redondezas da cidade, num entorno quase de aldeia, onde passaria muitas horas só. Montseny foi educada sua mãe e complementou esta educação de uma maneira autodidata, lendo literatura ou teatro, tanto clássicos quanto contemporâneos. Os testemunhos diretos da geração dos seus pais e outras amizades próximas como Teresa Claramunt conformaram o caráter revolucionário que caraterizaria Federica Montseny ao longo da sua vida.
1914 a família Montseny volta a Barcelona. Após viverem nos bairros de Horta, Sant Andreu de Palomar, Santa Eulàlia (L'Hospitalet de Llobregat) e El Guinardó, acabaram por se instalar numa quinta nas redondezas de Cerdanyola del Vallès.

## Escritora de literatura social
A atividade editorial na qual cresceu Montseny marcou a sua vida como ativista e escritora. Os seus pais fundaram a Casa de Ediciones, e nos momentos de máxima atividade publicavam La Revista Blanca, uma publicação quinzenal de destaque dentro do pensamento libertário espanhol durante a primeira parte do século XX; La Novela Ideal, La Novela Libre, El Mundo al día (mensal) e El Luchador (semanal). Com 16 anos, Montseny escreveu o seu primeiro romance, Horas Trágicas, um drama baseado nos estragos que o Pistoleirismo estava causando no proletariado catalão. A obra foi publicada por Fernando Pintado na coletânea La Novela Roja, e foi referenciada por Àngel Samblancat na publicação El Diluvio sob o título Una mujer libertaria.
Desde essa época não parou de escrever, tendo cooperado frequentemente com La Revista Blanca e nas narrativas La Novel·la Ideal e Voluntad. Na ditadura de Primo de Rivera escreveu três romances centrados na emancipação feminina, La Victoria, El hijo de Clara e La Indomable. Já então defendia a igualdade entre sexos dentro de uma sociedade sem Estado nem capital. Se afastava das feministas da época, que só queriam um reconhecimento político da mulher dentro da sociedade capitalista. Escreveu mais de trinta títulos de ficção, a maioria publicados em La Novela Ideal entre 1925 e 1931.
Um dos últimos romances que Montseny escreveu foi Heroínas, publicado na coletânea La Novela Libre sem data, possivelmente nos inícios de 1936. Inspirada na Revolução de Astúrias de 1934, trás o enredo fictício, Montseny expõe as suas opiniões sobre a figura da mulher emancipada, o papel chave das mulheres nos processos revolucionários, a eficácia da Escola Moderna, as diferenças de pensamento e ambições entre socialistas e anarquistas, o passo à luta armada como resposta à repressão, e a organização de milícias clandestinas, mantidas com o apoio do povo, entre outros temas de atualidade naqueles anos.

## Revolução e guerra civil
Montseny viveu o estouro do conflito em Barcelona, e entregou-se à revolução anarquista na Catalunha. Integrou-se dentro do Comitê Revolucionário no bairro de Sant Martí de Provençals, onde de dia organizava um censo de profissionais técnicos, ao mesmo tempo que cooperava no abastecimento de pão e comida. A maioria dos técnicos especializados eram de classe média, e muitos fugiram ou se esconderam no início das coletivizações. A equipe coordenada por Montseny encarregou-se de contatá-los, inspirar-lhes confiança, protegê-los e destiná-los aos locais onde a sua experiência era mais necessária. À tarde participava em assembleias, improvisava discursos e escrevia artigos.
Federica Montseny participou plenamente no principal debate ideológico que teve a CNT após o início do conflito: continuar com a revolução social contra o capital e o Estado, ou participar nas instituições governamentais para fazer um frente comum contra o fascismo e segurar a representação dos interesses anarquistas? Quando Francisco Largo Caballero sucedeu José Giral na presidência da Segunda República Espanhola, tentou formar um governo com as principais forças políticas antifascistas, incorporando por vez primeira os comunistas e convidando a CNT a participar. Montseny, Pedro Herrera e Horacio Martínez Prieto propunham Caballero a criação de um Conselho Nacional de Defesa, como pactuou a assembleia de federações da CNT. O presidente socialista negou-se, mas ofereceu carteiras ministeriais e garantias de um trato equitativo aos anarquistas. Após um intenso debate, a CNT pactuou a entrada de Montseny, Juan García Oliver, Joan Peiró e Juan López Sánchez como ministros do governo da República.
Montseny ocupou o Ministério de Saúde e Assistência Social entre o 4 de maio de 1936 e o 17 de maio de 1937, sendo assim a primeira mulher nomeada ministra na Espanha. A sua tarefa no governo viu-se limitada pela corta duração do seu mandato. Contudo, nesses poucos meses planejou locais de acolheita para a infância, salas de jantar para grávidas, uma lista de profissões exercidas por pessoas com deficiências e o primeiro projeto de lei de aborto na Espanha. Quase nenhum dos seus projetos veio à luz. O seu projeto de lei de aborto recebeu a oposição de outros ministros do governo, e que se deixou a um lado quando Federica saiu do governo por causa das Jornadas de Maio de 1937. O direto ao aborto não seria reconhecido na Espanha até cinquenta anos depois.
1938, após a queda do governo de Largo Caballero, presidiu o primeiro comitê de enlaçamento CNT-UGT, e foi responsável pelo Departamento de Saúde da Comissão de Batalhões de Voluntários. Defendeu o Partido Operário de Unificação Marxista (POUM) das denúncias de traição feitas por dirigentes do PSUC e do PCE. Também intercedeu entre as disputas armadas entre o PSUC e militantes da CNT pelo controle do edifício de Telefónica em Barcelona.

## Exílio na França

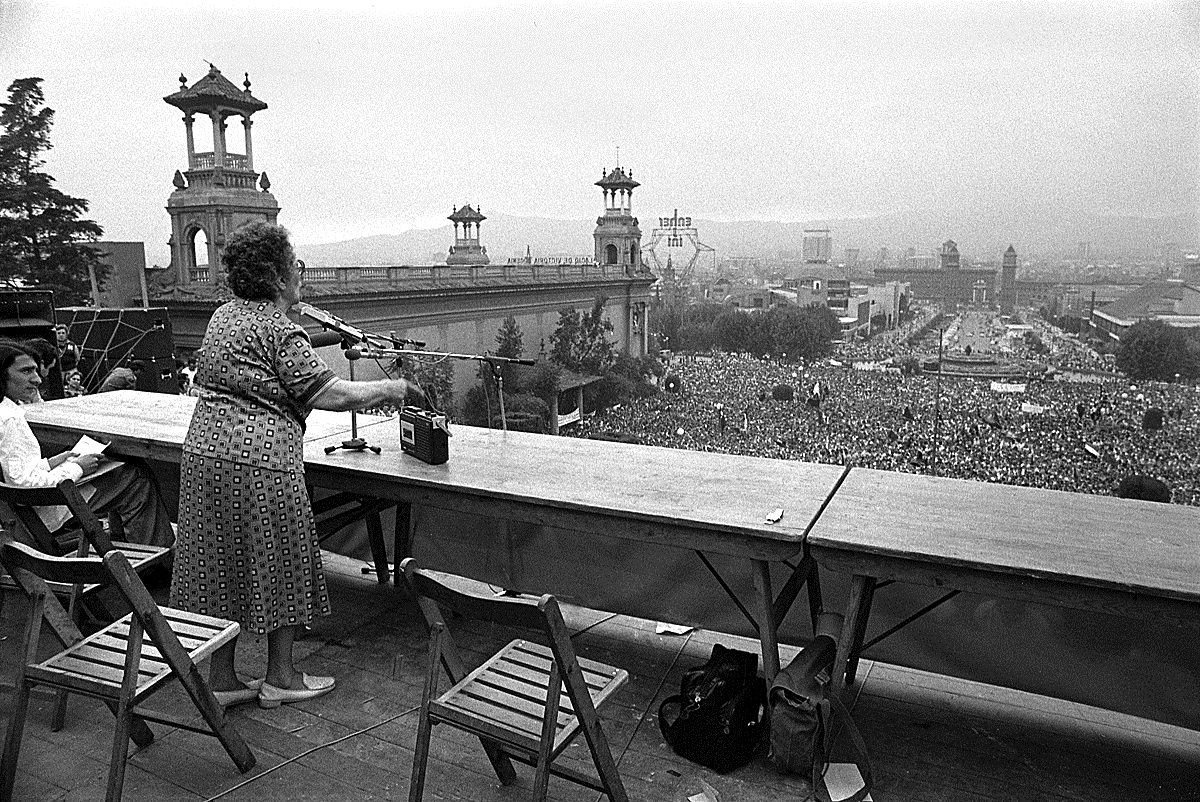
Frederica Montseny no meeting da CNT em Montjuïc em 1977.

Exilou-se na França em 1939, e continuou com o seu trabalho sindical na CNT. 1977 voltou à Espanha para a reconstrução do sindicato, agora em território espanhol. Nem o exílio nem os seus problemas de visão conseguiram impossibilitá-la na propaganda e difusão dos ideais libertários que defendia. Morreu em 1994 na cidade de Toulouse.

## Publicações
- Apresentació do livro Converses amb Frederica Montseny 1977 em Barcelona.Horas trágicas (1921)

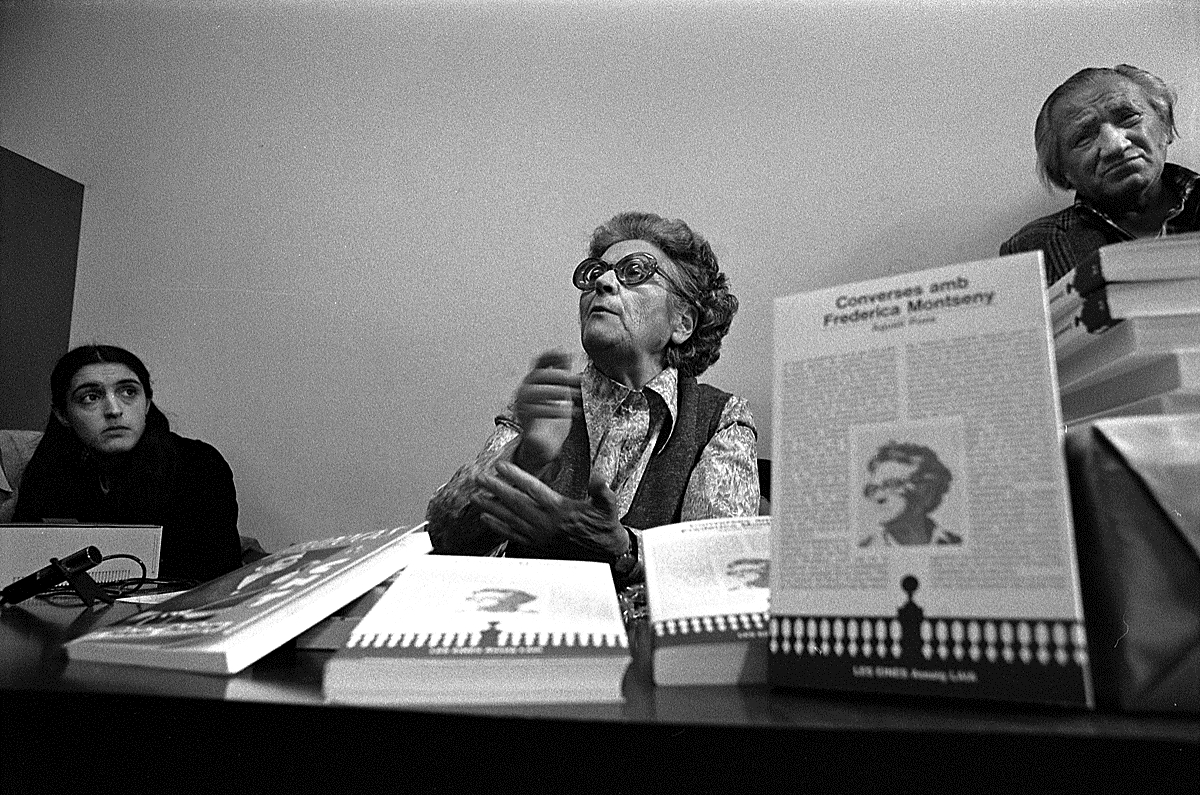
Apresentació do livro Converses amb Frederica Montseny 1977 em Barcelona.

- La Victoria. Novela en la que se narran los problemas de orden moral que se le presentan a una mujer de ideas modernas (Barcelona: 1925)
- El hijo de Clara. Segunda parte de "La Victòria" (Barcelona: Impresos Costa, 1927)
- La Indomable (1928)
- La mujer, problema del hombre (1932)
- El anarquismo militante y la realidad española, conferència al Coliseum, Barcelona (Barcelona: Oficina de propaganda, 1937, excerto também publicado no Boletín de Información C.N.T. i F.A.I. de 4 de março de 1937, folhas 4-6.), também publicado em inglês:
  - Militant anarchism and the reality in Spain (Glasgow: Anti-Parliamentary Communist Federation, 1937)
- Anselmo Lorenzo (1938)
- International Antifascist Solidarity: An Appeal to the Women in America (Nova York: I.A.S., 1938)
- Cien días de la vida d'una mujer (1949), também publicado em catalão: 
  - Cent dies de la vida d'una dona (1939-1940) (Barcelona: Galba Edicions, 1977).
- El problema de los sexos (1951)
- El éxodo. Pasión y muerte de los españoles en el exilio (Toulouse: Edicions Espoir, 1969)
- Crónicas de la C.N.T. (1974)
- El anarquismo (1974)
- El éxodo anarquista (1977)
- Mis primeros cuarenta años (Esplugues de Llobregat: Plaza & Janés, 1987)

### Coletânea dos seus escritos
- Escrits polítics de Frederica Montseny, por Pere Gabriel (Barcelona: Centre d'estudis d'història contemporània La Gaia Ciència, 1979, 365 páginas)

## Reconhecimento
2010 a CNT ilustrou a capa do suplemento sobre o centenário da organização e o décimo congresso com uma fotografia de Federica Montseny.